# Ulrike Haß (Theaterwissenschaftlerin)
Ulrike Haß (* 1950 in Berlin) ist eine deutsche Theaterwissenschaftlerin.

## Leben und berufliche Biographie
Ulrike Haß studierte Germanistik, Politik und Psychologie an der Freien Universität Berlin. Anschließend arbeitete sie als Verlagslektorin, Autorin und Dramaturgin, wobei die Fragen der Dramaturgie und des Theaters für sie zunehmend Gewicht gewannen.
Als Vorstandsmitglied der Dramaturgischen Gesellschaft von 1986 bis 1990 führte sie, gemeinsam mit Theresia Birkenhauer vom Institut für Theaterwissenschaft an der FU Berlin, zahlreiche Veranstaltungen zu Positionen deutschsprachiger und europäischer Dramaturgie durch. Gleichzeitig arbeitete sie an ihrer Dissertation und wurde 1990 mit der Schrift Militante Pastorale. Antimoderne Bewegungen im frühen 20. Jahrhundert an der FU Berlin promoviert.
Nach einem Jahr als Postdoktorandin im Graduiertenkolleg „Theater als Paradigma der Moderne“ an der Johannes Gutenberg-Universität in Mainz ging sie 1992 als Hochschulassistentin für Theaterwissenschaft an die FU Berlin. 1999 wechselte sie an die Ruhr-Universität Bochum, zunächst in Vertretung einer eigenen Stelle, um nach dem Abschluss der Habilitation mit einer theater- und kulturhistorischen Schrift (Bühnenform und Wahrnehmung) an der FU Berlin im Februar 2000 zur Universitätsprofessorin für Theaterwissenschaft an der Ruhr-Universität Bochum ernannt zu werden.
In Bochum stand zunächst der Aufbau des jungen Instituts für Theaterwissenschaft im Vordergrund. Gemeinsam mit Guido Hiß entwickelte sie zahlreiche Kooperationen, sorgte für eine zunehmende Vernetzung des Instituts und seiner Studierenden mit der Theaterszene in Nordrhein-Westfalen, gründete 2001 eine Jahrespublikation des Instituts für das Theater im Ruhrgebiet (Theater über Tage, 2007 umbenannt in Schauplatz Ruhr) und wirkt gegenwärtig (2014) für die Einrichtung eines Masterstudiengangs „Szenische Forschung“. Sie ist geschäftsführende Direktorin des Instituts für Theaterwissenschaft.
Ulrike Haß ist Mitglied des Internationalen Theaterinstituts ITI und der Internationalen Heiner Müller Gesellschaft.
Mit Der plötzliche Reichtum der armen Leute von Kombach (1980) und Teufelstanz. Eine Geschichte aus der Zeit der Hexenverfolgungen (1982) machte sie sich auch als Jugendbuchautorin einen Namen. 1978 war sie Mitherausgeberin des Lesebuches Ein anderes Deutschland. 

## Veröffentlichungen (Auswahl)
- (Hrsg.): Mark Lammert. Bühnen Räume Spaces. Theater der Zeit, Berlin 2013.
- Gemeinsam mit Norbert Otto Eke, Irina Kaldrack (Hrsg.): Bühne. Raumbildende Prozesse im Theater. Wilhelm Fink Verlag, München 2013.
- Gemeinsam mit Sebastian Kirsch (Hrsg.): Schauplatz Ruhr. Jahrbuch zum Theater im Ruhrgebiet 2012. Theater der Zeit Verlag, Berlin 2012.
- Gemeinsam mit Nikolaus Müller-Schöll (Hrsg.): Was ist eine Universität? Schlaglichter auf eine ruinierte Institution. Mit Beiträgen von Bernhard Waldenfels, Gesine Schwan, Marianne Schuller, Ursula Link-Heer, Jochen Hörisch, Joachim Lege, Winfried Menninghaus, Barbara Hahn, Ulrike Haß, Hans-Thies Lehmann, Nikolaus Müller-Schöll. Transcript Verlag, Bielefeld 2008.
- Das Drama des Sehens. Auge, Blick und Bühnenform. Wilhelm Fink Verlag, München 2005.
- (Hrsg.): Heiner Müller Bildbeschreibung. Ende der Vorstellung. Theater der Zeit Verlag, Berlin 2005.
- Militante Pastorale. Antimoderne Bewegungen im frühen 20. Jahrhundert. Wilhelm Fink Verlag, München 1993.
- Theodor Fontane. Bürgerlicher Realismus und Berliner Gesellschaftsroman. Bouvier Verlag, Bonn 1979.
- Gemeinsam mit Jochen Hiltmann, Walter Kreipe, Alexander von Plato (Hrsg.): Ein anderes Deutschland. Texte und Bilder des Widerstands von den Bauernkriegen bis heute. Oberbaum Verlag, Berlin 1980.
- Vom „Aufstand der Landschaft gegen Berlin“. In: Hanser: Sozialgeschichte der deutschen Literatur, Bd. 8: Literatur der Weimarer Republik 1918–1933. München 1995.